# 乞伏國仁
乞伏國仁（？—388年），陇西鲜卑人。十六国时期西秦政權奠定者。在前秦官至前將軍，淝水之戰後乘機自立，但仍與前秦保持一定關係。雖然一般認為乞伏國仁是西秦建立者，惟其在位期間，只受前秦封為苑川王，尚未正式稱秦王。一直至394年，國仁繼承人乞伏歸才稱秦王。

## 生平
其父乞伏司繁受前秦天王苻堅封為南單于，並駐鎮勇士川（今甘肅榆中）。秦建元十二年（376年），司繁死，乞伏國仁繼位。前秦建元十九年（383年）淝水之戰時，苻堅原命國仁为前将军，领先锋骑，後國仁叔父乞伏步頹叛于陇西，苻堅派國仁回師討伐，步頹反而迎接國仁。及前秦淝水之戰失利，國仁即趁機吞併其他部族，聚眾共十多萬。前秦太安元年（385年），苻堅為姚萇所殺後，國仁自称大都督、大将军、大单于、领秦、河二州牧，改元建义，建都勇士城（今甘肅榆中）。
就在乞伏國仁自立次年，南安郡豪族祕宜就率領五萬羌、胡人進攻乞伏國仁，並四面來攻。乞伏國仁決意先聲奪人，於是自率五千人突襲祕宜，並大敗對方。祕宜於是逃奔南安郡，同年便率三萬多戶人口歸降。建義三年（387年），前秦皇帝苻登以乞伏國仁為大都督、都督雜夷諸軍事、大將軍、大單于、苑川王。同年乞伏國仁率軍進攻密貴、裕苟及提倫三位鮮卑大人，又大敗來攻的高平鮮卑首領沒弈干及東胡金熙，密貴等三人於是大懼，率部歸降。建義四年，乞伏國仁又擊敗了鮮卑人越質叱黎。同年国仁死，谥宣烈王，庙号烈祖，弟乞伏歸繼位。

## 子女
- 乞伏公府，國仁子，因為國仁死時尚年幼，故未能繼位，官至振威將軍。後發動政變弒殺乞伏乾歸，為乞伏熾磐所平定，被殺。
- 乞伏阿柴，國仁子，公府弟，官至興國太守。公府發動政變後曾投奔他，為討伐公府的乞伏智達所殺。

## 大臣
- 乙旃音埿，385年九月为左相
- 屋引出支，385年九月为右相
- 独孤匹蹄，385年九月为左辅
- 武群勇士，385年九月为右辅

## 延伸阅读
[在维基数据编辑]
 《晉書·卷125》，出自房玄齡《晉書》
 《魏書·卷99》，出自魏收《魏书》